# Josephine Thrane
Maria Josephine Thrane (* 5. April 1820 in Bragernes (heute Gemeinde Drammen) als Maria Josephien Buch; † 30. September 1862 in Christiania) war eine norwegische Lehrerin und Redakteurin. Sie war mit dem Sozialisten Marcus Thrane verheiratet und gilt als erste Frau Norwegens, die einen Redakteursposten einnahm.

## Leben
Thrane wuchs in der südnorwegischen Stadt Drammen auf. Ihr Vater Johann Herman Krefting Buch arbeitete als Graveur und sie kam aus eher einfachen Verhältnissen. Die Familie Buch hatte allerdings aufgrund von adligen Vorfahren gute Kontakte und Josephine gelang es wohl deshalb, trotzdem eine gute Ausbildung zu erhalten. So erhielt sie unter anderem Privatunterricht in Französisch bei Marcus Thrane. Im Jahr 1841 begann Josephine in Lillehammer als Gouvernante zu arbeiten. Im August heiratete sie ihren ehemaligen Lehrer Marcus Thrane und die beiden gründeten gemeinsam eine Privatschule. Dort unterrichtete sie unter anderem als Hauswirtschaftslehrerin. Die Schule musste im Jahr 1846 allerdings aufgrund der Konkurrenzsituation mit anderen Privatschulen geschlossen werden. Es folgte eine neue Privatschule in Åsgårdstrand, welche nicht lange Bestand hatte, bevor ihr Mann eine Anstellung als Lehrer in Modum annahm. Modum war zu dieser Zeit wirtschaftlich durch das Blaufarbenwerk Modum geprägt und als dort aufgrund einer wirtschaftlichen Krise im Jahr 1848 viele Arbeiter entlassen wurden, begann sich das Ehepaar Thrane politisch zu engagieren.

### Tätigkeit in der Arbeiterbewegung
Die beiden zogen nach Drammen, wo Marcus Thrane mit der Thranitter-Bewegung die erste Arbeitervereinigung Norwegens und im Jahr 1849 die Arbeiterzeitung Arbeider-Foreningernes Blad gründete. Bei der Zeitung war Josephine Thrane zunächst als Buchhalterin tätig, der Großteil ihrer Tätigkeit in der Arbeiterbewegung geschah allerdings zu Beginn ohne größere Erwähnung. So ist etwa nicht gesichert, ob sie bei Abwesenheit ihres Mannes die Zeitung als Redakteurin geleitet hat. Nach mehreren Schwangerschaften wurde sie mit der Zeit allerdings stärker zu Hause tätig. Nachdem die Vereinigung und die Zeitung zunehmend an Bedeutung gewonnen hatte, zog das Paar nach Oslo (damals Christiania).

### Verhaftung des Ehemanns und Übernahme der Zeitung
Ihr Ehemann wurde 1851 wegen seines Engagements in der Arbeiterbewegung verhaftet und Josephine Thrane begann den Kontakt zwischen ihm und den Personen der Arbeiterbewegung fortzusetzen. Dazu brachte sie Briefe zu ihrem Mann ins Gefängnis und dessen Zeitungsartikel wieder heraus. Die Gefängnisbeamten merkten in der Zeit an, dass sie nicht nur als Kurierin, sondern als Treibkraft innerhalb der Bewegung diente. Wegen internen Streitigkeiten in der Bewegung und einem fehlenden schriftlichen Vertrag über die an Thrane zu leistenden Zahlungen verlor das Ehepaar die Zeitung als Einnahmequelle. Josephine Thrane musste aufgrund der prekären finanziellen Lage in dieser Zeit schließlich fast den gesamten Besitz verkaufen. Im Herbst 1853 erkrankte sie zudem an Cholera.
Im Jahr 1854 gelang es mit Hilfe von Freunden, die Zeitung wieder zurück in das Eigentum der Thranes zu überführen. Josephine Thrane, die zu diesem Zeitpunkt mit ihrem fünften Kind schwanger war, übernahm die Zeitung schließlich selbst, um sich eine Einnahmequelle zu sichern. Sie führte das Blatt bis 1856, wobei die Streitigkeiten in der Arbeiterbewegung weitergeführt wurden. Neben ihrer Tätigkeit bei der Zeitung und als Hausfrau setzte sie sich zudem dafür ein, dass ihr Mann aus dem Gefängnis entlassen werden sollte. So inszenierte sie unter anderem, dass ihre drei ältesten Töchter vor Kronprinz Karl im norwegischen Nationalparlament Storting auf die Knie gingen und „Gnade für Vater“ riefen.

### Tod
Im Frühling 1857 erkrankte Josephine Thrane an Tuberkulose und als ihr Mann im Juli 1858 das Gefängnis verlassen durfte, war sie gesundheitlich schwer angeschlagen. Sie verstarb im September 1862 im Alter von 42 Jahren. Ihr Ehemann emigrierte anschließend in die USA.